# Каньяччи, Гвидо
Гвидо Каньяччи (итал. Guido Cagnacci; 19 января 1601, Сантарканджело-ди-Романья — 1663, Вена) — итальянский художник эпохи позднего барокко, принадлежавший к форлийской и болонской живописным школам.

## Биография
Родился в городке Сантарканджело-ди-Романья около Римини. Неизвестно, кто был его первым учителем, но при поддержке отца он отправился в Болонью и учился там в 1618—1621 годах, по-видимому, у Лодовико Карраччи или его учеников. Затем обучался в Риме (1621—1622) у Гверчино. Другими близкими ему художниками в римский период были Гвидо Рени и Симон Вуэ. С 1627 по 1642 год работал в Римини. После этого он был в Форли, где учился у Мелоццо да Форли.
В 1628 году неудачно пытался бежать со вдовой-аристократкой Теодорой Стививи, родные которой не давали согласие на брак. В результате Каньяччи был вынужден на время покинуть город. После возвращения в Римини в 1631 году в его работах просматривается влияние римских последователей Караваджо.
Эксцентричный, не заслуживающий доверия, с сомнительной моралью, любитель провести время в компании моделей, переодетых в одежду противоположного пола — вот некоторые отзывы о нём его современников. В 1650 году уехал в Венецию, а в 1658 году — в Вену, где ему покровительствовал император Леопольд I.
Художник скончался в Вене в 1663 году.

## Творчество
Его ранние картины написаны на религиозные сюжеты. Однако, после возобновления дружбы с Никколо Реньери в Венеции, часто изображал чувственных обнажённых женщин, в том числе Лукрецию, Клеопатру и Марию Магдалину.
Работы Каньяччи не были поняты современниками, но в последующем критики давали им высокую оценку. Его живопись считают насыщенной светом, обогащённой игрой теней и красок.

## Галерея

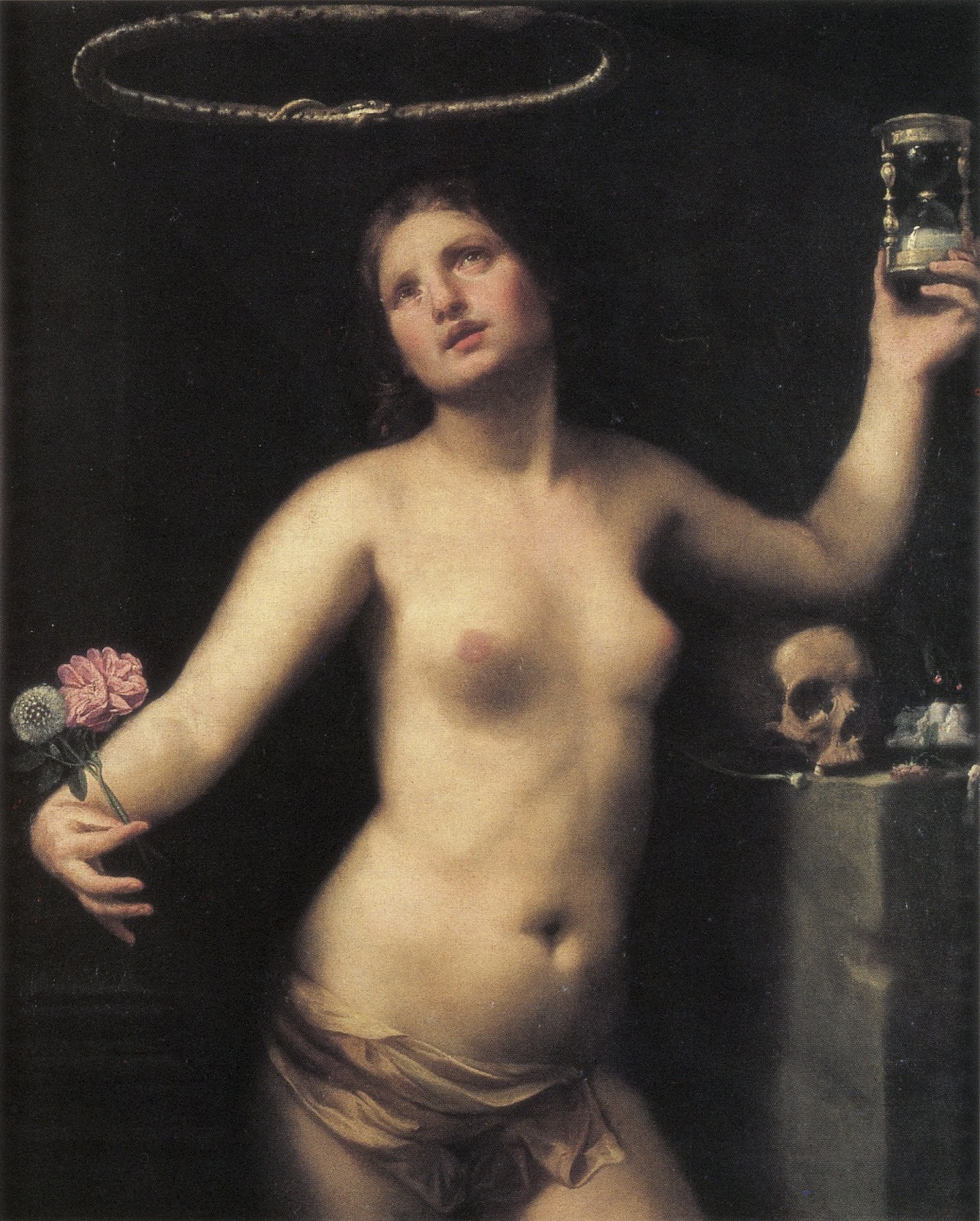
Аллегория жизни человека
Смерть Клеопатры, 1658.
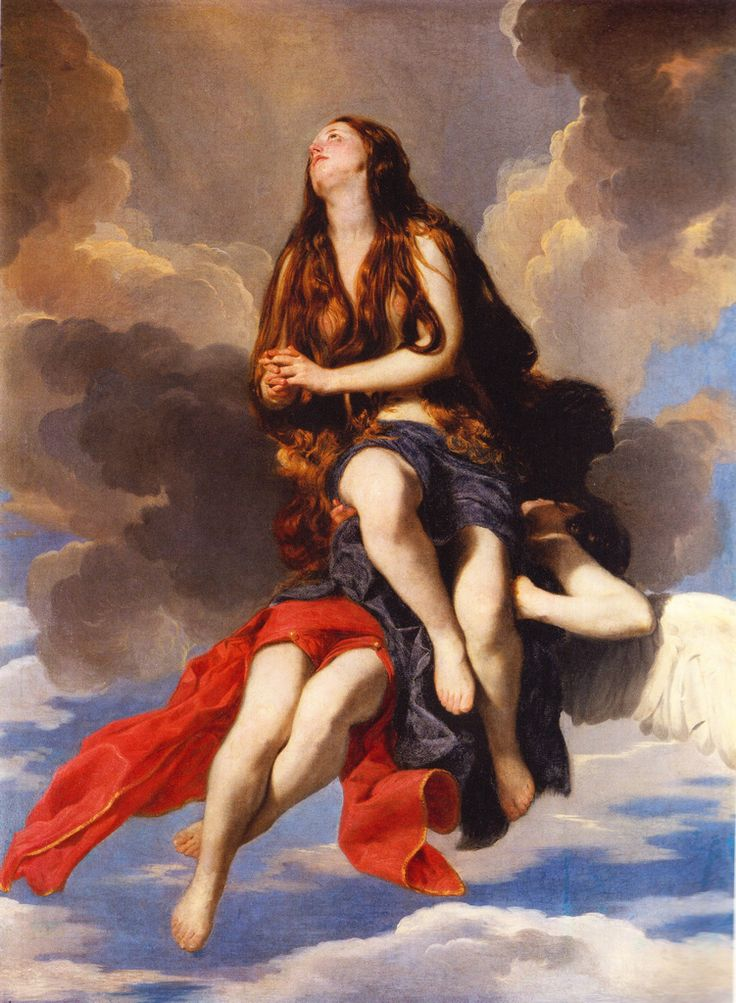
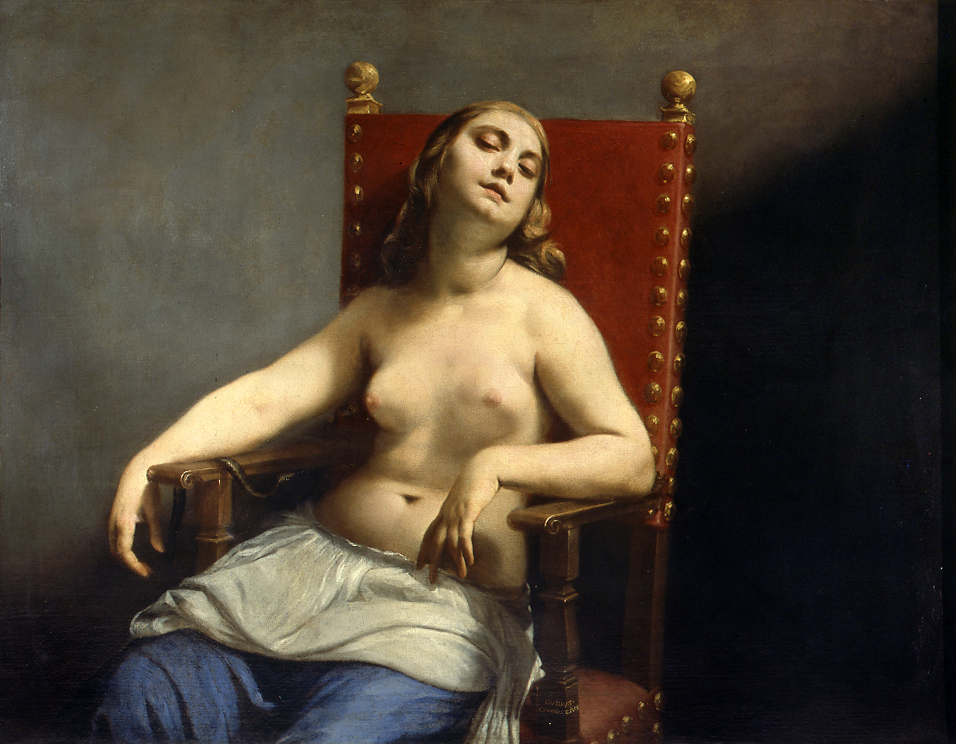
Смерть Клеопатры.
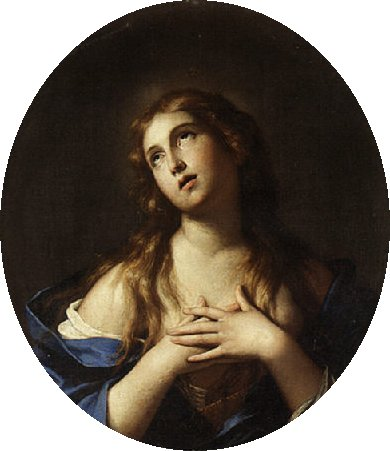
Мария Магдалина
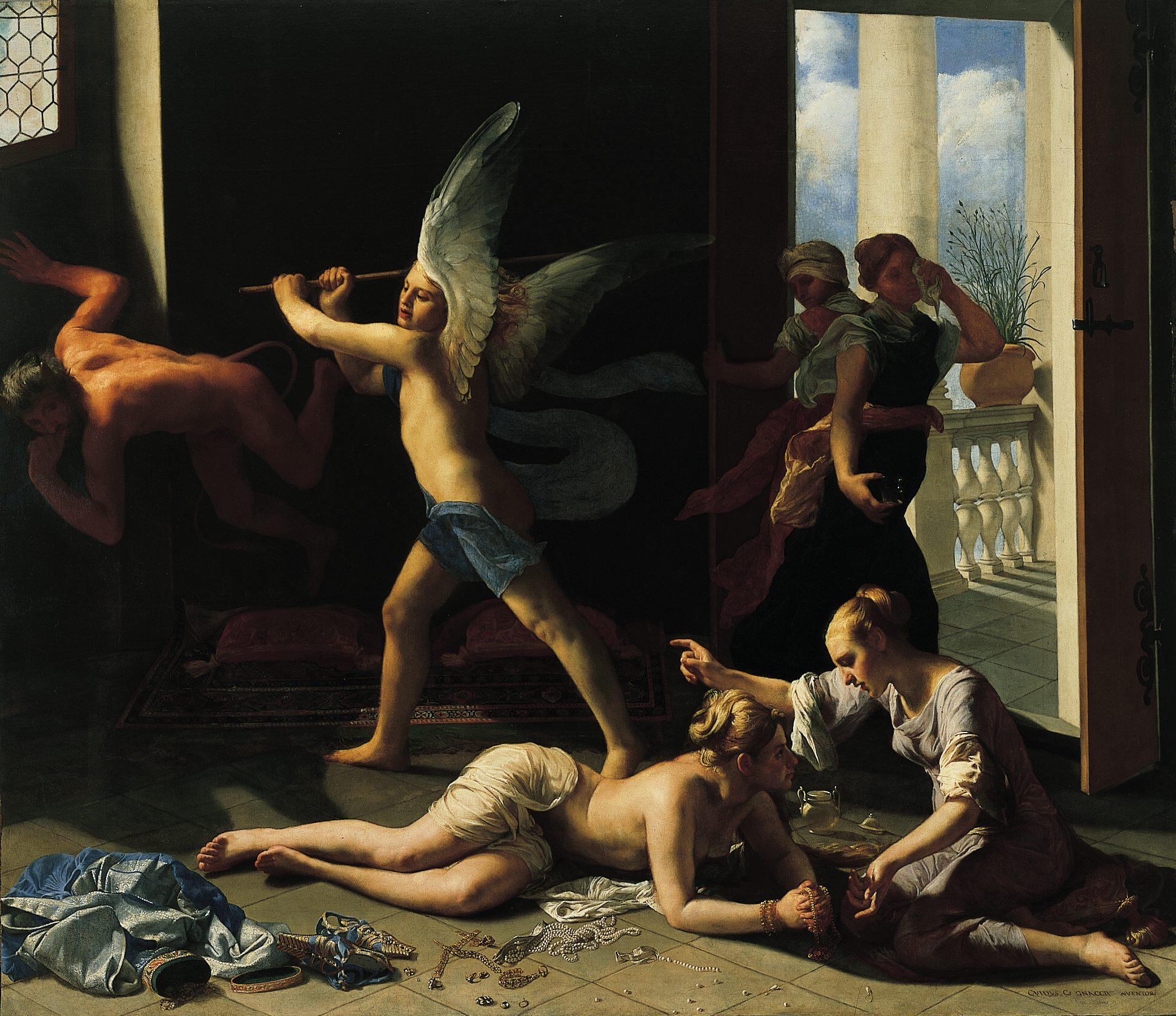
Марфа и Мария (posterior a 1660)
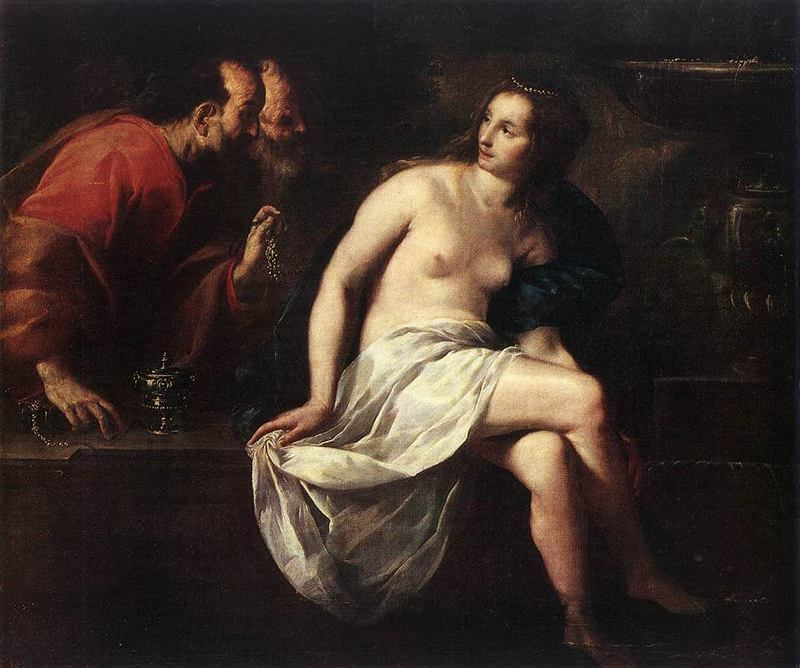
Сусанна и старцы
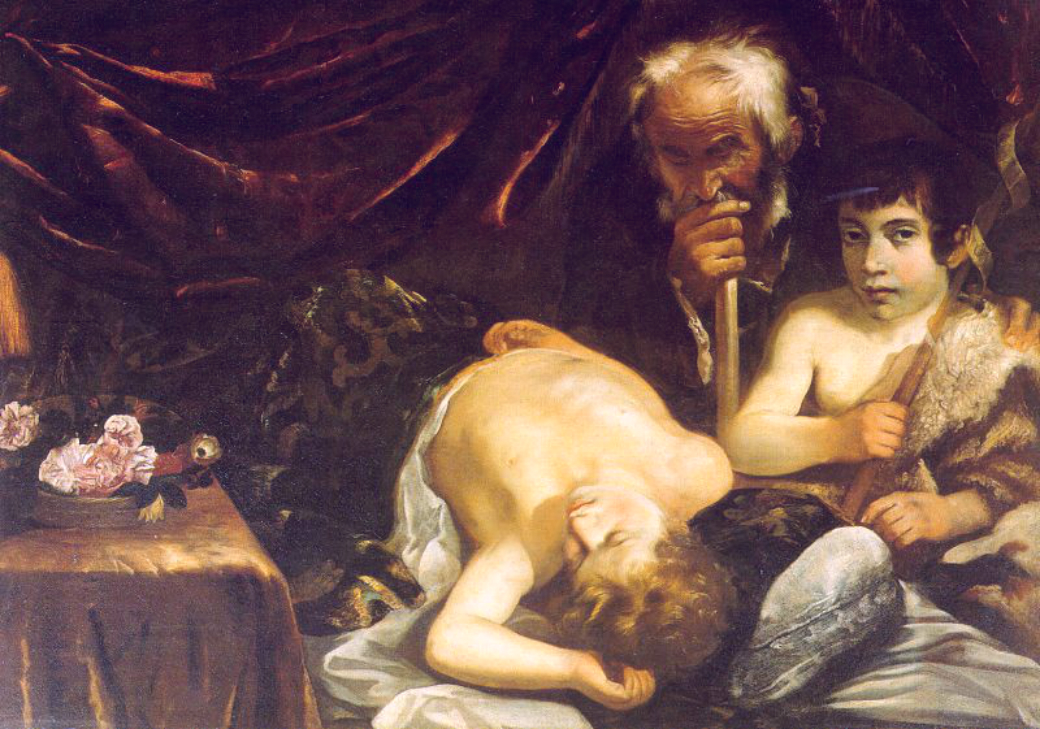
Jesús durmiendo con San Juan Bautista y San Zacarías
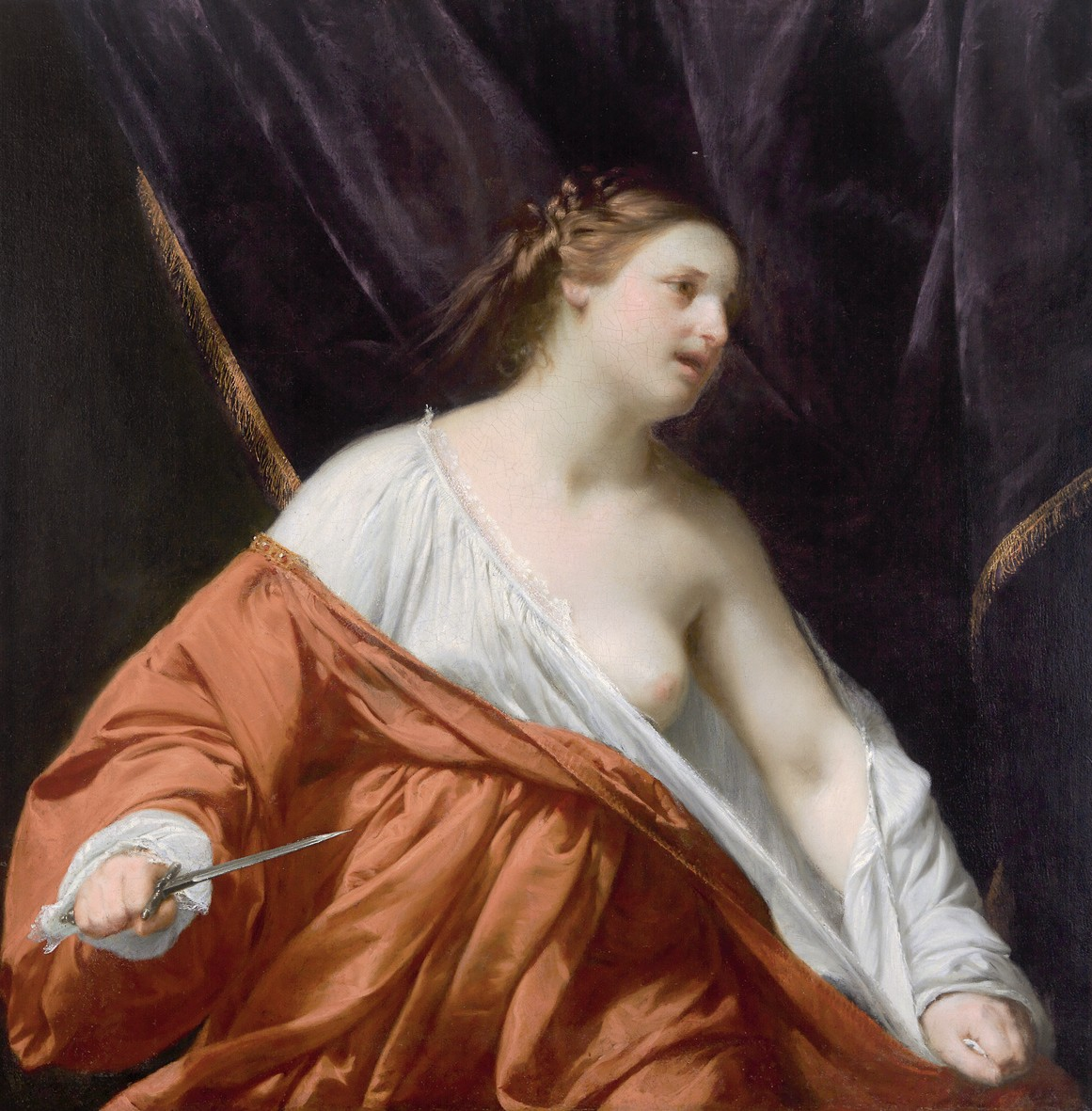
Лукреция.
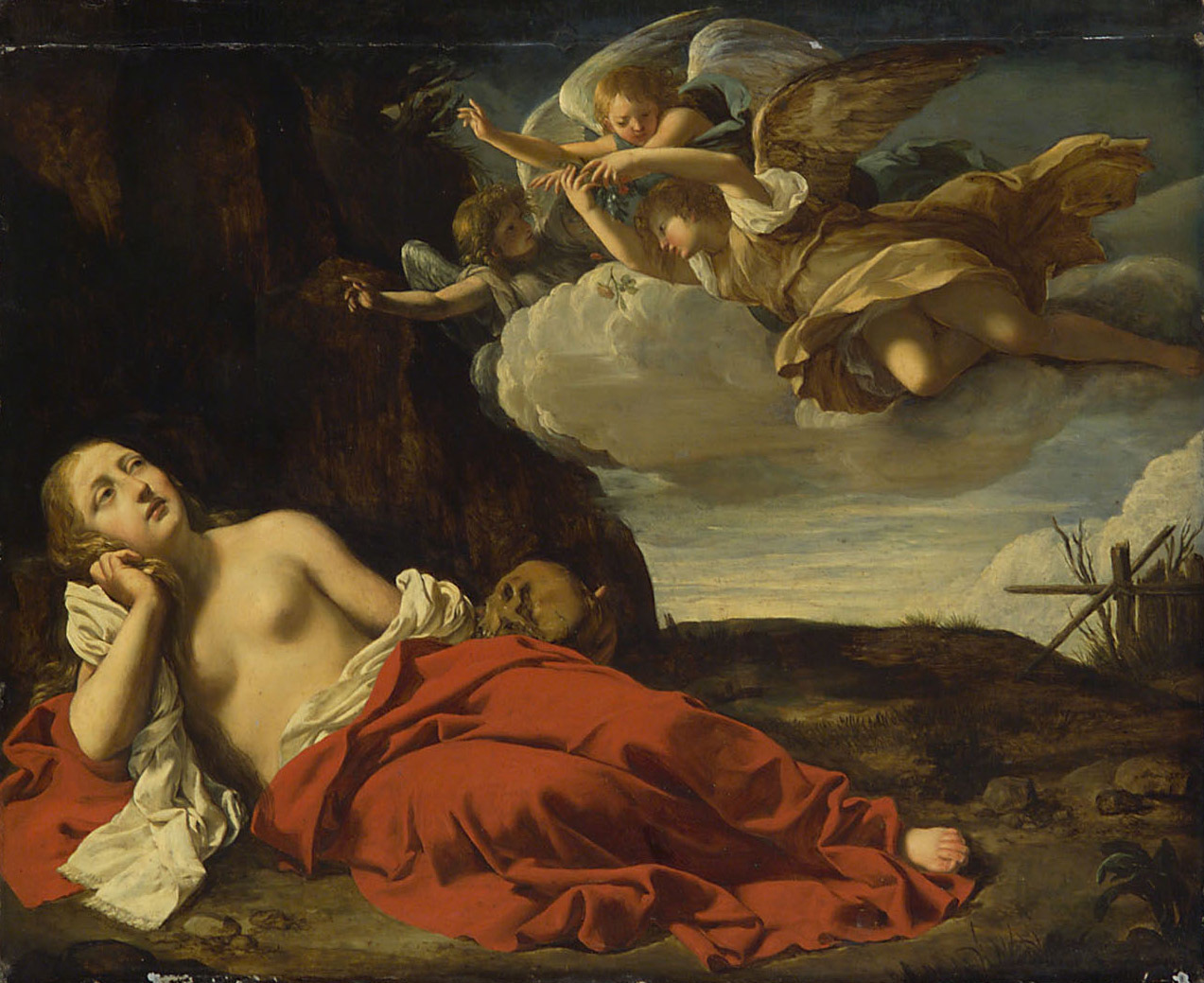
Кающаяся Мария Магдалина (sobre 1659)
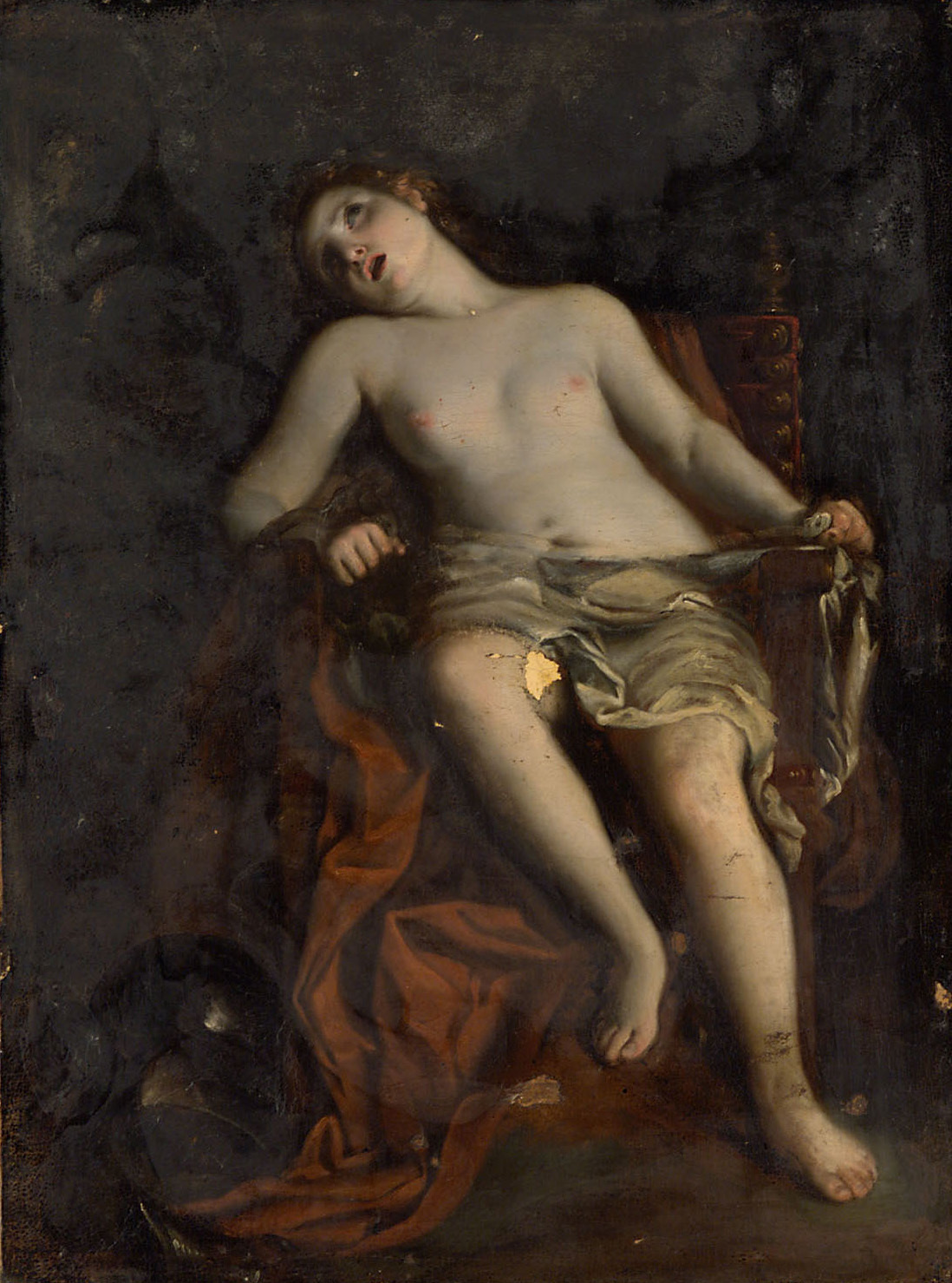
Самоубийство Клеопатры
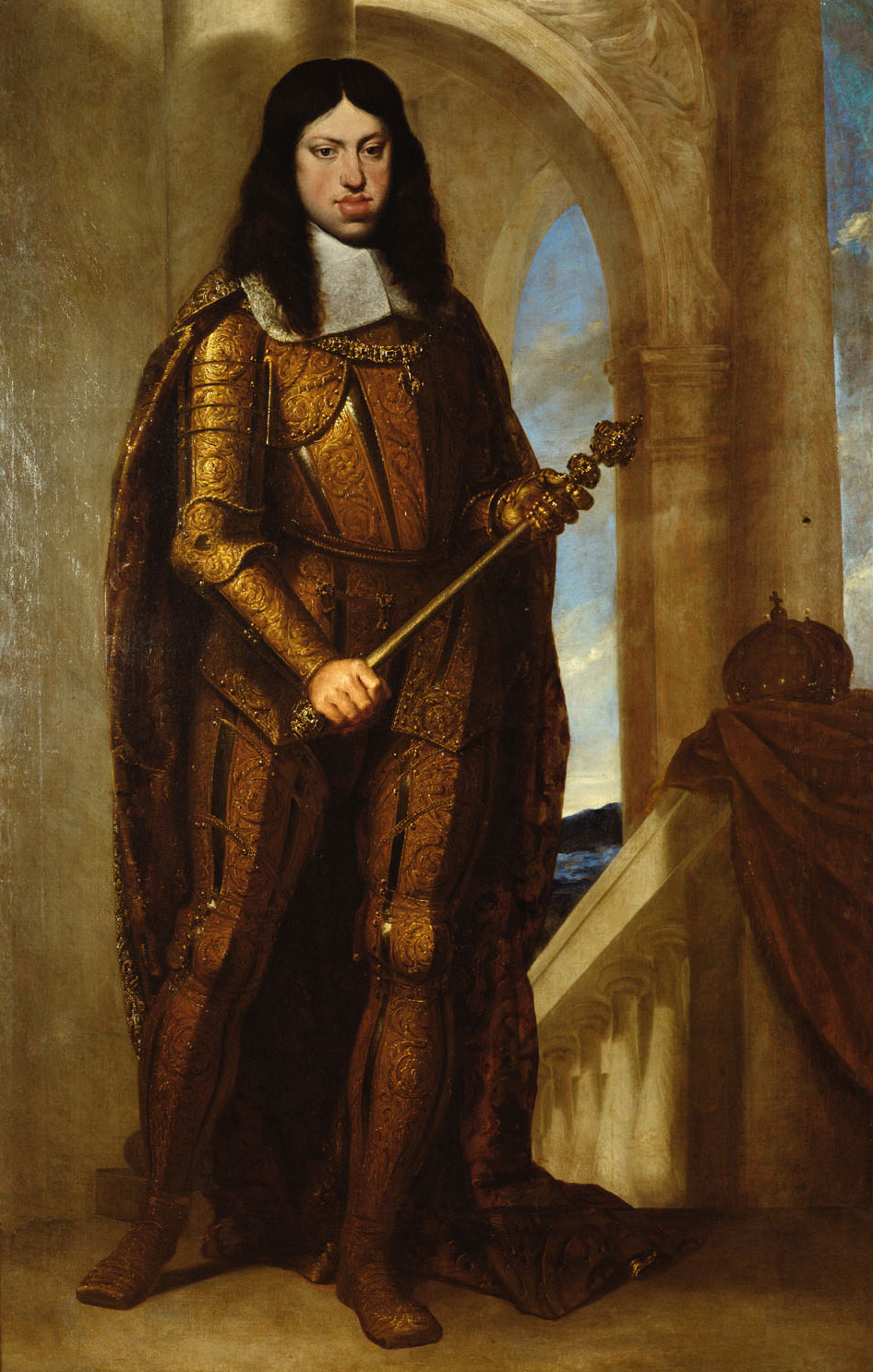
Портрет Леопольда I (1657-8)
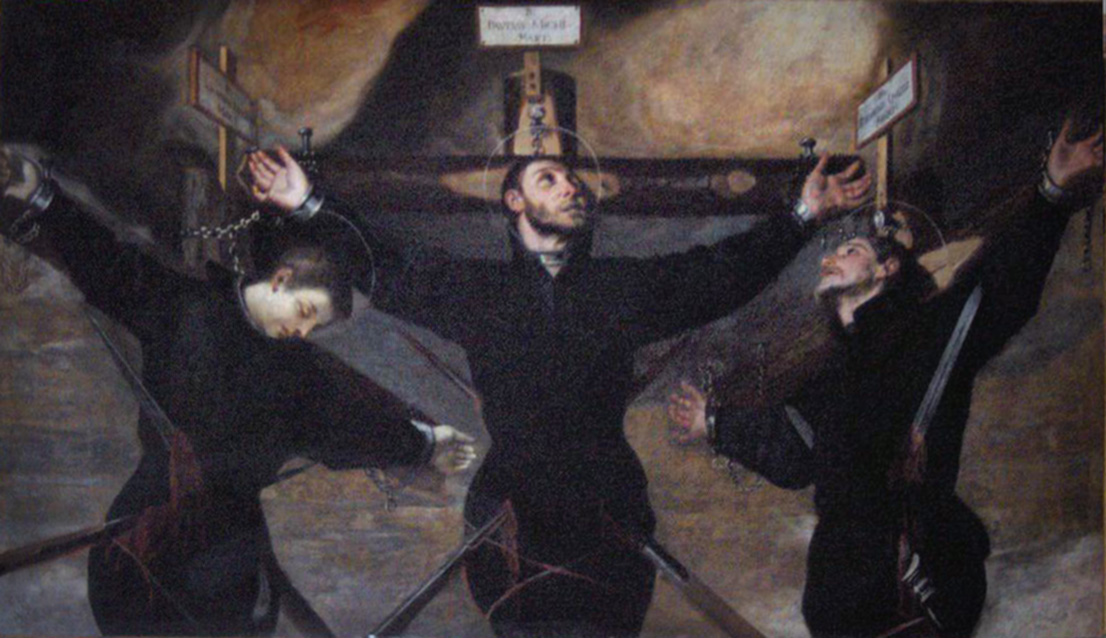
Трое мучеников-иезуитов в Японии.